# フレデリック・ウィリアム・マクマニーズ

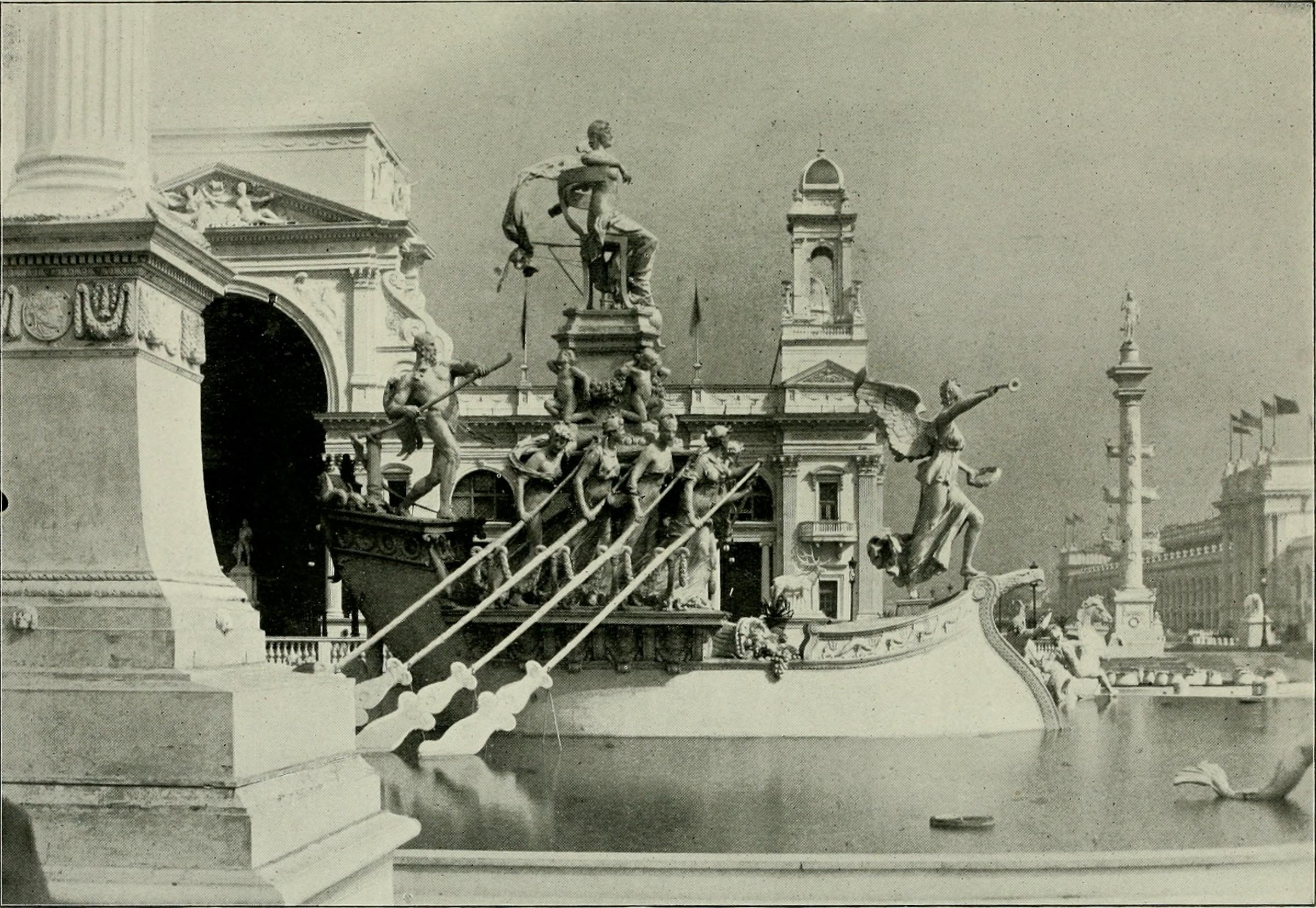
シカゴ万博の「Statuary of Columbian Fountain」

フレデリック・ウィリアム・マクマニーズ（Frederick William MacMonnies、1863年9月28日 – 1937年3月22日）はアメリカ合衆国の彫刻家、画家である。フランスでも活動し、フランスとアメリカ国内で彫刻家として高い評価を得た。

## 略歴
ニューヨークのBrooklyn Heightsで生まれた。16歳でニューヨークの彫刻家のオーガスタス・セント＝ゴーデンスの弟子になり、すぐに助手として認められた。ナショナル・アカデミー・オブ・デザインやアート・スチューデンツ・リーグでも学んだ。セント＝ゴーデンズの顧客の建築家、スタンフォード・ホワイトとも知り合い、後にホワイトは、マクマニーズの重要なスポンサーになる。
1880年にパリに渡り、パリ国立高等美術学校で彫刻を学んだ。1888年にパリでスタジオを開き、フランスのサロンへの出展を始めた。パリで絵を学んでいたアメリカ人画家のメアリー・フェアチャイルドと結婚し、ともにサロンへの出展を続けたが、1909年に離婚することになる。1890年頃からアメリカからの彫刻の依頼を受け、1893年のシカゴ万国博覧会の会場の噴水（Columbian Fountain）の設計と制作を依頼された。シカゴ万国博覧会の噴水はセント＝ゴーデンズの弟子のジョン・フラナガンと完成させた。パリのサロンでアメリカ人彫刻家として初めて金メダルを受賞した後、1896年にフランス政府から、レジオンドヌール勲章（シュヴァリエ）を受勲した。1890年代からアカデミー・ヴィッティやアカデミー・カルメンといった私立の美術学校で教師もした。自分のアトリエでジャネット・スカダー(Janet Scudder)やメアリー・フット(Mary Foote)といったアーティストも教えた。
1900年のパリ万国博覧会で大賞を受賞した。1901年のサロンには絵画も出展し佳作になった。
第一次世界大戦が始まると、1915年までにはニューヨークに戻り、ニューヨークの施設の彫刻を制作した。
第一次世界大戦の帰趨が明らかになってきた1917年末に、ニューヨークの市民有志が最大の激戦であったマルヌ会戦の犠牲となった人々の記念碑を建設しフランスに贈る計画をたて、その仕事をマクマニーズに依頼した。マクマニーズは1932年までかけて "La Liberté éplorée" を完成させ、フランス、セーヌ＝エ＝マルヌ県のモーに20mを越える高さの大きな記念碑は設置された · 。後にこの記念碑の前にモーの大戦博物館(Musée de la Grande Guerre du pays de Meaux)が作られた。

## 作品

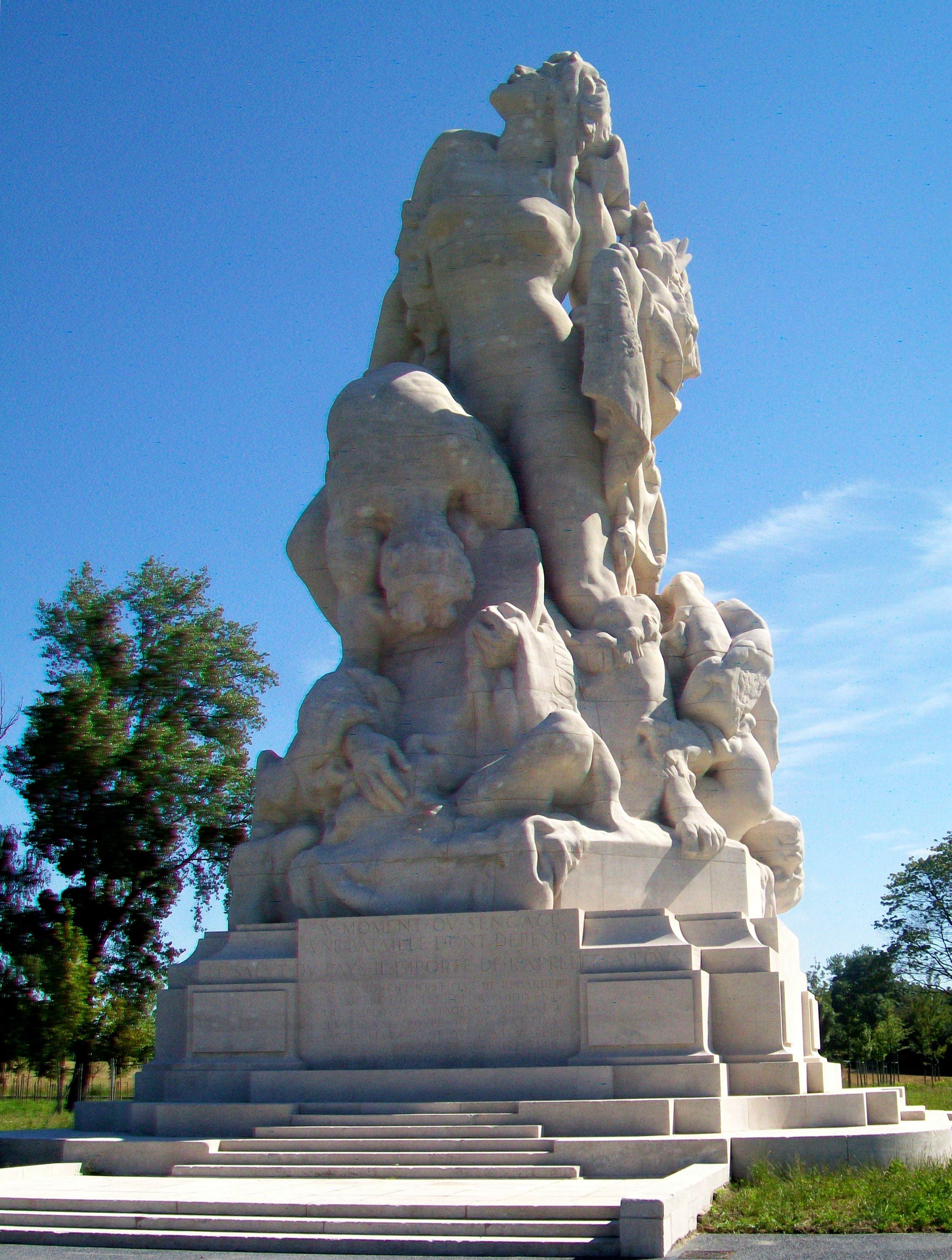
"La Liberté éplorée" または "Monument américain",
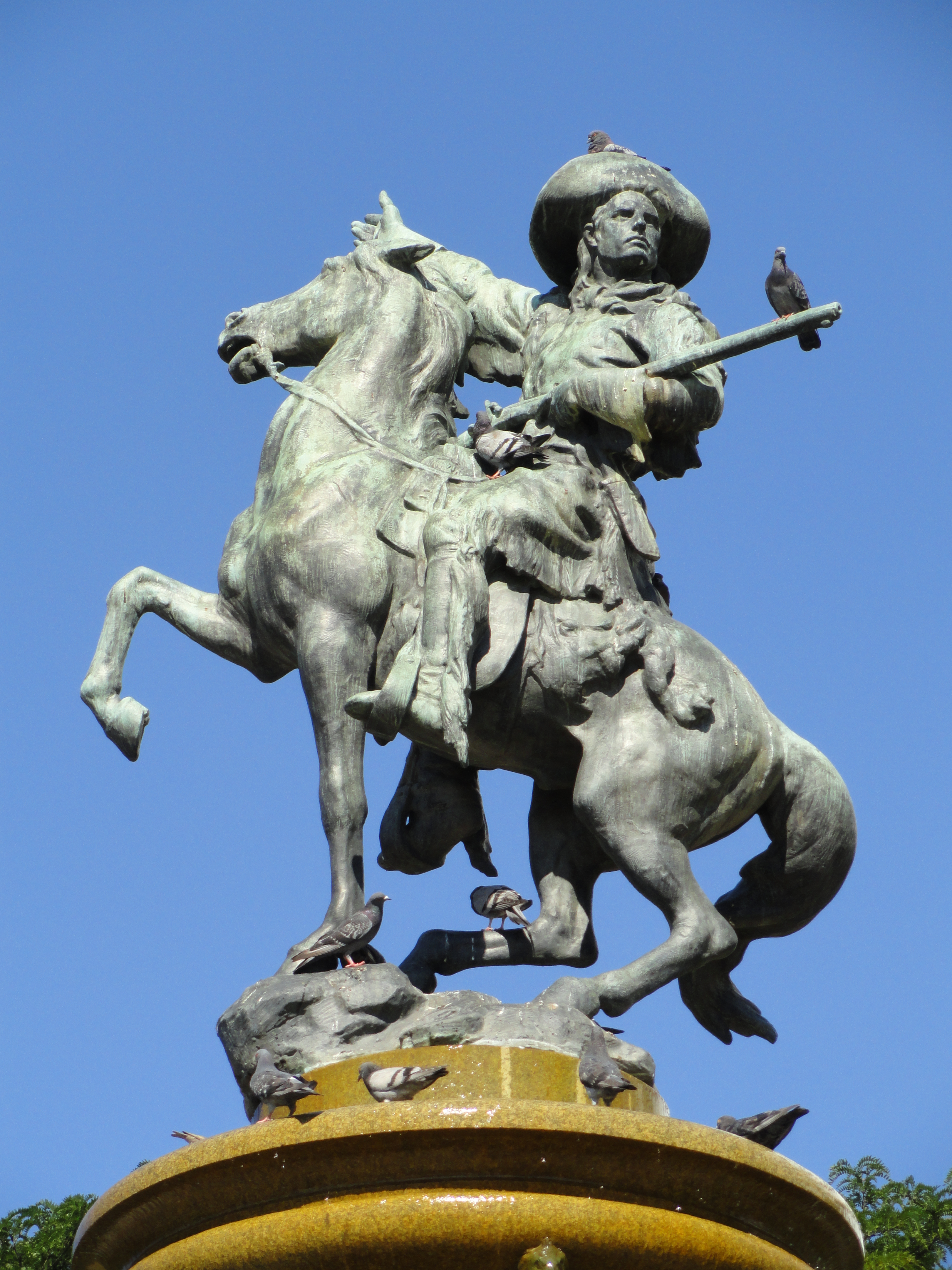
デンバー市民センターの像、「Pioneer」
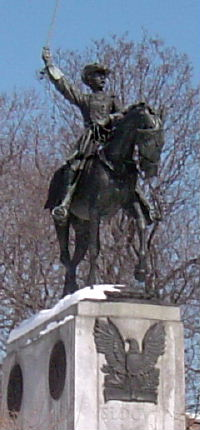
ヘンリー・W・スローカムの騎馬像
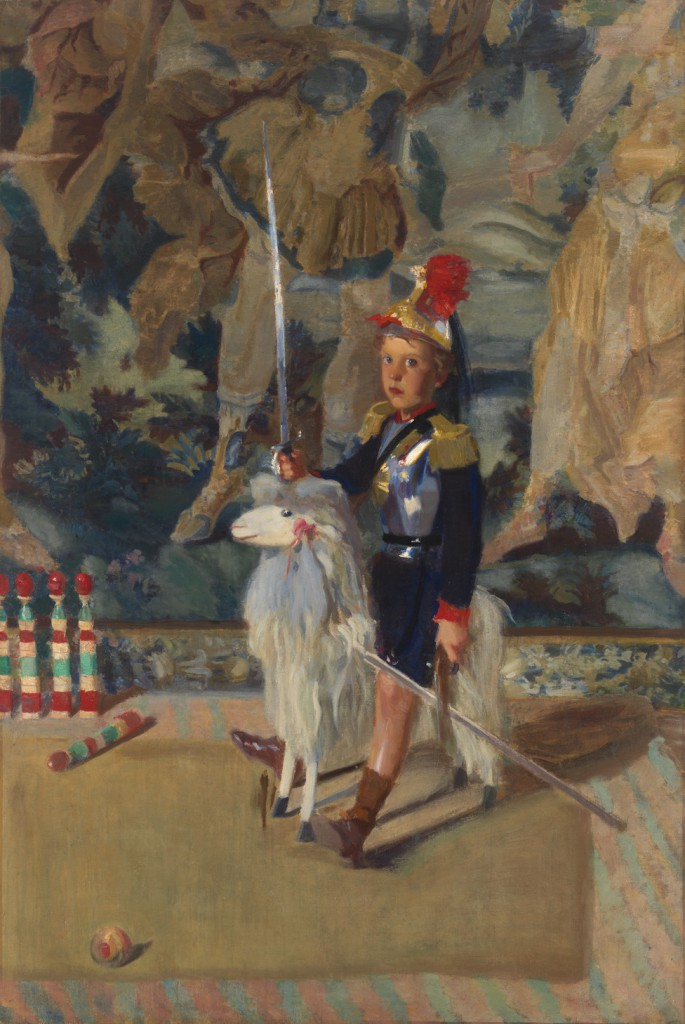
油絵「Young Chevalier」